# Лазе при Гобнику
Лазе при Гобнику (словен. Laze pri Gobniku) су насељено место у општини Литија, Засавска регија, Словенија.

## Историја
До територијалне реорганизације у Словенији биле су у саставу старе општине Литија.

## Становништво
У попису становништва из 2011. године, Лазе при Гобнику су имале 21 становника.
| Број становника према пописима | Број становника према пописима | Број становника према пописима |
| ------------------------------ | ------------------------------ | ------------------------------ |
| 1991                           | 2002                           | 2011                           |
| 37                             | 31                             | 21                             |

Напомена: До 1953. исказивано под именом Лазе.